# Nemesvámos
Nemesvámos là một thị trấn thuộc hạt Veszprém, Hungary. Thị trấn này có diện tích 40,77 km², dân số năm 2010 là 2519 người, mật độ 62 người/km².